# Sadi Irmak
Sadi Irmak, (Seydişehir, 1904 – Istanboel, 11 november 1990) was een Turks academicus in fysiologie, politicus, en voormalig eerste minister van Turkije.

## Biografie

### Jonge jaren
Irmak werd geboren in het plaatsje Seydişehir in de provincie Konya van het Ottomaanse rijk. Hij studeerde biologie, waarna hij aan het werk ging als docent. Hij stopte binnen een jaar alweer met lesgeven om zich te gaan richten op een studie rechten aan de Universiteit van Istanboel. In 1925 kon hij dankzij een studiebeurs van de staat naar Duitsland om biologie en medicijnen te gaan studeren aan de Universiteit van Berlijn. Hier studeerde Irmak in 1929 af, waarna hij assistent-arts werd in ziekenhuizen in Hagen en Düsseldorf.
Bij zijn terugkeer in Turkije werd Irmak arts voor de overheid en biologiedocent. In 1932 ging hij lezingen houden aan de afdeling medicijnen van de Universiteit van Istanboel. In 1939 werd hij gepromoveerd tot professor in fysiologie.

### Politieke carrière
Sadi Irmak ging in 1943 de politiek in als vertegenwoordiger voor Konya. Tussen 7 juni 1945 en 5 augustus 1946 was hij minister van arbeid in het kabinet van Şükrü Saracoğlu. In 1950 deed hij afstand van zijn politieke functies om weer les te gaan geven in München en Istanboel.
In 1974 trad Irmak toe tot de Senaat. Datzelfde jaar werd hij door president Fahri Korutürk gevraagd om het 38e kabinet te vormen. Irmaks kabinet bestond van 17 november 1974 tot zijn aftreden op 31 maart 1975. Irmak trad af vanwege een motie van afkeuring. Na een militaire staatsgreep op 12 september 1980 werd Irmak verkozen in de consultatieve partij. Hij deed van 17 oktober 1981 tot 4 december 1983 dienst als voorzitter van deze partij.

### Dood
Sadi Irmak stierf op 11 november 1990 in Istanboel. Hij liet zijn vrouw en twee kinderen na. Zijn dochter, professor Yakut Irmak Özden, is directeur van het instituut voor kemalisme.